# Liste der Liedertafeln
Auf dieser Seite werden Liedertafel-Chöre aufgeführt.
Die Liste ist chronologisch nach Gründungsjahr sortiert und nach Ländern gegliedert.

## Australien
- Adelaide Liedertafel (1858), gegründet von Carl Linger
- Liedertafel Arion (1860)
- Bisbane Liedertafel (1960)
- Tanunda Liedertafel (1861)
- Metropolitan Liedertafel (1870)

## Deutschland
- Berliner (Zeltersche) Liedertafel (1809–1945)
- Liedertafel zu Leipzig (1815)
- Liedertafel in Frankfurt an der Oder (1815)
- Hamburger Liedertafel (1823)
- Danziger Liedertafel (1823)
- Potsdamer Liedertafel (1826)
- Halberstädter Liedertafel (1829)
- Lieder-Verein Berlin 1829 (1829)
- Mainzer Liedertafel (1831) → Mainzer Singakademie
- Liedertafel Erlangen (1832)[1]
- Reutlinger Liedertafel (1833)
- Liedertafel Neustadt a. d. Aisch (1834), gegründet in Neustadt an der Aisch
- Liedertafel Verden[2] (1835)
- Mainzer Liederkranz (1837)[3]
- Mannheimer Liedertafel (1840)
- Kieler Liedertafel (1841)
- Würzburger Liedertafel (1842), gegründet von Wilhelm Garvens (Sänger)
- Die Akademische Liedertafel zu Berlin (1855)
- Liedertafel Holzkirchen (1845)
- Liedertafel Schwandorf (1866)
- (Neue) Berliner Liedertafel (1884)
- Männergesangverein Liedertafel Helpup (1913)
- Die Liedertafel der Sing-Akademie zu Berlin (2006)[4]
- Liedertafel Dülken (1824)[5]

## Österreich
- Liedertafel „Frohsinn“ Linz (1845) → Linzer Singakademie
- Salzburger Liedertafel (1847)
- Halleiner Liedertafel (1849), gegründet durch  Franz Xaver Gruber
- Liedertafel Perg (1851, 1883)
- Innsbrucker Liedertafel (1855)
- Liedertafel Zell am See (1882)

## Schweiz
- Liedertafel Basel (1852)